# Langues rhéto-romanes
Ne doit pas être confondu avec Rhétique.
 (octobre 2008).
Si vous disposez d'ouvrages ou d'articles de référence ou si vous connaissez des sites web de qualité traitant du thème abordé ici, merci de compléter l'article en donnant les références utiles à sa vérifiabilité et en les liant à la section « Notes et références ».
Les langues rhéto-romanes appartiennent au groupe des langues romanes (langues indo-européennes). Trois langues sont distinguées : celles parlées en Suisse et dans le Nord de l'Italie, notamment en Ladinie, soit vers le centre de l'arc alpin ou sa proximité, c'est-à-dire approximativement sur le territoire de l'ancienne province romaine de Rhétie.

## Description

Les langues rhéto-romanes

La grande variété interne de cette famille linguistique et des raisons historiques et génériques (le frioulan n'a pas connu le substrat rhétique) font qu'est parfois préférée la dénomination de « rhéto-frioulan », plus rigoureuse, à la dénomination traditionnelle rhéto-roman, plus large puisqu'on suppose qu'elle englobait aussi une langue romane disparue, le pannoniroman.
Les langues actuelles rhéto-frioulanes sont d'ouest en est :
- le romanche dans le canton suisse des Grisons, avec au plus 41 000 locuteurs en 2016 ;
- le ladin dans les régions italiennes du Trentin-Haut-Adige et de Vénétie (province de Belluno), parlé par 30 000 personnes en 2001 ;
- le frioulan dans les régions italiennes du Frioul-Vénétie Julienne et de la Vénétie (Portogruaro et Sappada) avec 794 000 locuteurs en 2000.

Le groupe rhéto-frioulan est le plus petit groupe des langues romanes en nombre de locuteurs. Son domaine géographique est assez éclaté, et chacune de ses parties est isolée des autres, généralement dans de profondes vallées montagnardes, d'où l'existence de nombreux dialectes et la forte concurrence des langues voisines (italien, allemand, slovène) qui se sont peu à peu substituées aux langues rhéto-romanes avec les installations de populations.

## Normalisation linguistique
Ce n'est que récemment qu'a été entreprise l'instauration de langues communes romanche, ladine et frioulane dotées d'une grammaire et d'une orthographe, afin d'enrayer leur disparition. Selon les pays les normes sont les suivantes :
- en Suisse, l'État fédéral se sert des travaux de la Lia rumantscha (Ligue romanche) sur le rumantsch Grischun (« RG », romanche grison en français) pour rédiger ses textes législatifs dans les Grisons ;
- en Italie, il n'y a pas de politique étatique pour le ladin ou le frioulan mais la revue Noeles[2] (« nouvelles concernant la langue ladine ») utilise le « Ladin Standard - Ladin Dolomitan » – la langue écrite standard pour la région du Trentin-Haut-Adige.

## Aire linguistique

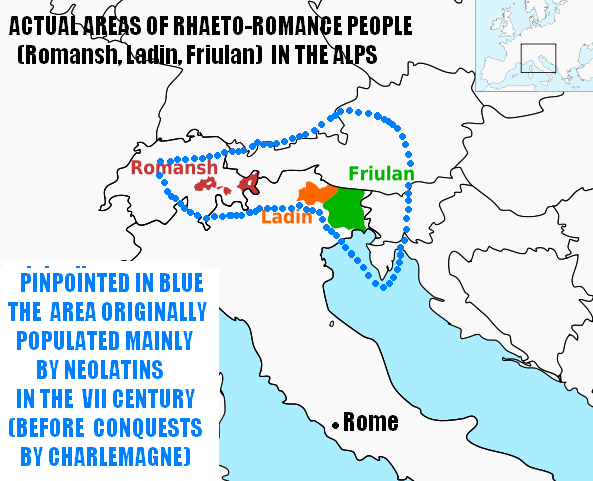
L'aire linguistique des idiomes rhéto-frioulans a varié dans le temps.

L'aire linguistique des idiomes rhéto-romans a varié dans le temps, ils formaient un ensemble continu avant leur morcellement et leur réduction au nord de leur espace actuel (dans le canton de Saint-Gall, dans le nord du canton des Grisons, au Liechtenstein, et en Autriche au Vorarlberg et au Tyrol) sous la pression germanique. La tradition romane et la langue romanche s'y maintinrent jusqu'à la fin du Moyen Âge comme l'attestent les plus anciennes chansons populaires.
Le romanche a disparu lentement à partir du milieu du XVIe siècle, face à un puissant mouvement de germanisation, mais comme le note G. Kremnitz « en Vorarlberg autrichien il y a eu des îlots de langue romanche qui ont perduré jusqu'au XIXe siècle ». Il existe de nombreux noms rhéto-romans dans les noms de villages, de lieux et de personnes :
- dans le canton de Saint-Gall (rhéto-roman Son Gagl), était parlé le rhéto-roman autour de Walenstadt, jusqu’aux rives du lac de Constance comme dans les communes de Pfäfers - de « faveras » champs de fèves -, et Pizol - de « piz » sommet[5] - . Il en reste des traces dans les dialectes suisses alémaniques (schweizerdeutschen) qui, dans les secteurs du sud du canton, ont aujourd'hui encore un accent roman (Sarganserland et montagne)[6].
- en Autriche :
  - au Vorarlberg, ils étaient anciennement présents dans la vallée de l'Ill qui prend sa source dans le massif de la Silvretta (3 312 m, au nom rhéto-roman). Notamment dans la partie supérieure, la vallée du Montafon, de peuplement ancien rhéto-romanche, autour de sa petite capitale de Schruns. Cette aire est mentionnée pour la première fois dans le polyptyque rhétique (milieu du IXe siècle), sous le nom de Ferraires en raison de l'extraction du minerai de fer. Apparu vers 1100, le nom de Montafon (de mons/munt et de tofus/tovum en latin) signifie montagne aux nombreux ravins. À partir du milieu du Moyen Âge, des paysans libres de langue romanche entreprirent des défrichements dans le Montafon jusque-là peu peuplé. Au XVe siècle, quelques clans de Walser s'y installèrent, surtout dans le Silbertal. Il existait vers 1500 des liens étroits avec le Prättigau (Partenz en rhéto-roman) et l'Engadine, également de langue rhéto-romane[7]. Par exemple, la partie sud du Vorarlberg appartint jusqu’en 1818 à l’évêché de Coire.

Quelques noms rhéto-romans, par exemple les communes de Fontanella (Autriche) de « fontana » petite fontaine, Gaschurn de « Gaschurra » (attesté en 1423, cf de:Gaschurn), Vandans de « ad fontanas », à la fontaine avec le très ancien site fortifié aujourd'hui en ruines du Valcastiel (de), Lorüns} appelée en 1430 « Aruns », 1442 et 1490 « Laruns » et à partir de 1630 « Lorüns » (agglutination de l'article rhéto-roman l' + Aruns), Valentschina sur la commune de Blons, Garsella, Plazera, Montjola, Bazora et Gampelün et, des montagnes comme Vermunt (de) parfois germanisé en Fermunt ou la Vergalda (ou vallée Galda) appelée Val calda (en 1423, Vallgalda), « vallée chaude » car exposée au sud. Certains noms ont totalement changé comme Sankt Anton am Arlberg, St Antoni en dialecte local, auparavant « Pra zalanz » littéralement pré Zalanz, d'un seigneur Edlen von Zalans en 1376,.
- au Tyrol autrichien : les communes de Pians de « pedaneus » pont piétonnier[16], Gramais de « graminosa » zone d'herbe[17], Ischgl de « Yscla » île, refuge[18], Pfafflar de Pavelaers, lat. pabularium[19], Grins. L'ancienne présence d'aire rhéto-romane en Autriche explique par le passé le lien continu, aujourd'hui rompu, avec les zones parlant ladin dans le Trentin-Haut-Adige (ou Sud-Tyrol) et frioulan[20].

- au Liechtenstein, avec un grand nombre de noms comme : la capitale Vaduz mentionnée pour la première fois en 1150 qui proviendrait de « avadutg » en rhéto-roman de « ava » eau et « dutg » conduit, signifiant l'aqueduc, la commune de Planken de « plaunca » signifiant les terrasses de culture en montagne, Balzers de « Palazoles » petit palais, Gamprin de « camp » le champ, sur la commune de Triesenberg les hameaux de Lavina, Malbun, mais aussi Valüna.

Un écrivain romanche, le Pader Placidus a Spescha (1752-1833) s'est livré à des études sur l’histoire de la langue en recherchant les traces des rhéto-romans au Vorarlberg et au Tyrol
À noter enfin, beaucoup de noms de villes situés dans l'ancienne Rhétie romaine terminent leur nom en -enz (Frastanz, Bludenz, Tarrenz, Bregenz, Constanz...) ; leur correspondant rhéto-roman est en -anza.

### Communes de langues rhéto-romanes
| Nom de la commune                | Pays   | Canton/Province       | Idiome rhéto-roman             | Population en 2000-2001 | Population en 2000-2001 | Nombre de locuteurs partiels et natifs | Nombre de locuteurs partiels et natifs |
| -------------------------------- | ------ | --------------------- | ------------------------------ | ----------------------- | ----------------------- | -------------------------------------- | -------------------------------------- |
| Aiello del Friuli                | Italie | Province d'Udine      | Frioulan (Gorizian)            | 2180                    | 2180                    | 30-60 % ~ 981                          | 30-60 % ~ 981                          |
| Amaro                            | Italie | Province d'Udine      | Frioulan (Carnan)              | 751                     | 751                     | 30-60 % ~ 338                          | 30-60 % ~ 338                          |
| Ampezzo                          | Italie | Province d'Udine      | Frioulan (Carnan)              | 1161                    | 1161                    | 30-60 % ~ 522                          | 30-60 % ~ 522                          |
| Andreis                          | Italie | Province de Pordenone | Frioulan (Ocidentâl)           | 323                     | 323                     | 30-60 % ~ 145                          | 30-60 % ~ 145                          |
| Aquileia                         | Italie | Province d'Udine      | Frioulan (Gorizian)            | 3329                    | 3329                    | 30-60 % ~ 1498                         | 30-60 % ~ 1498                         |
| Arba                             | Italie | Province de Pordenone | Frioulan (Ocidentâl)           | 1228                    | 1228                    | 30-60 % ~ 552                          | 30-60 % ~ 552                          |
| Arta Terme                       | Italie | Province d'Udine      | Frioulan (Carnan)              | 2234                    | 2234                    | 30-60 % ~ 1005                         | 30-60 % ~ 1005                         |
| Artegna                          | Italie | Province d'Udine      | Frioulan (Gorizian • Centrâl)  | 2904                    | 2904                    | 30-60 % ~ 1307                         | 30-60 % ~ 1307                         |
| Attimis                          | Italie | Province d'Udine      | Frioulan (Carnan)              | 1833                    | 1833                    | 30-60 % ~ 825                          | 30-60 % ~ 825                          |
| Aviano                           | Italie | Province de Pordenone | Frioulan (Ocidentâl)           | 8225                    | 8225                    | 30-60 % ~ 3701                         | 30-60 % ~ 3701                         |
| Badia                            | Italie | Province de Bolzano   | Ladin                          | 3015                    | 3015                    | 93.43 % ~ 2817                         | 93.43 % ~ 2817                         |
| Breil/Brigels (fusion communale) | Suisse | Grisons               | Romanche (Sursilvan)           | Breil/Brigels           | 1187                    | 80-100 %                               | 88,52 % ~ 1777                         |
| Breil/Brigels (fusion communale) | Suisse | Grisons               | Romanche (Sursilvan)           | Dardin                  | 130                     | 60-80 %                                | 88,52 % ~ 1777                         |
| Breil/Brigels (fusion communale) | Suisse | Grisons               | Romanche (Sursilvan)           | Ruis                    | 460                     | 80-100 %                               | 88,52 % ~ 1777                         |
| Canazei                          | Italie | Province de Trente    | Ladin (Fascian)                | 1818                    | 1818                    | 82,4 % ~ 1498                          | 82,4 % ~ 1498                          |
| Campitello di Fassa              | Italie | Province de Trente    | Ladin (Fascian)                | 732                     | 732                     | 85,4 % ~ 625                           | 85,4 % ~ 625                           |
| Capriva del Friuli               | Italie | Province de Gorizia   | Frioulan (Gorizan)             | 1613                    | 1613                    | 30-60 % ~ 726                          | 30-60 % ~ 726                          |
| Celerina/Schlarigna              | Suisse | Grisons               | Romanche (Puter)               | 1353                    | 1353                    | 12,79 % ~ 173                          | 12,79 % ~ 173                          |
| Colle Santa Lucia                | Italie | Province de Belluno   | Ladin (Anpezan)                | 418                     | 418                     | 60-80 % ~ 292                          | 60-80 % ~ 292                          |
| Cormòns                          | Italie | Province de Gorizia   | Frioulan (Gorizan)             | 7449                    | 7449                    | 30-60 % ~ 3352                         | 30-60 % ~ 3352                         |
| Cortino d'Ampezzo                | Italie | Province de Belluno   | Ladin (Anpezan)                | 6085                    | 6085                    | 79,34 % ~ 4828                         | 79,34 % ~ 4828                         |
| Corvara in Badia                 | Italie | Province de Bolzano   | Ladin                          | 1266                    | 1266                    | 80-100 % ~ 1139                        | 80-100 % ~ 1139                        |
| Disentis/Mustér                  | Suisse | Grisons               | Romanche (Sursilvan)           | 2172                    | 2172                    | 60-80 % ~ 1520                         | 60-80 % ~ 1520                         |
| Dolegna del Collio               | Italie | Province de Gorizia   | Frioulan (Gorizan)             | 435                     | 435                     | 30-60 % ~ 195                          | 30-60 % ~ 195                          |
| Domat/Ems                        | Suisse | Grisons               | Romanche (Sursilvan)           | 6372                    | 6372                    | 11,05 % ~ 704                          | 11,05 % ~ 704                          |
| Erto e Casso                     | Italie | Province de Belluno   | Ladin (Fodom) • Frioulan       |                         |                         |                                        |                                        |
| Faleria                          | Suisse | Grisons               | Romanche (Sursilvan)           | 1728                    | 1728                    | 60-80 % ~ 1209                         | 60-80 % ~ 1209                         |
| Farra d'Isonzo                   | Italie | Province de Gorizia   | Frioulan (Gorizan)             | 1712                    | 1712                    | 30-60 % ~ 770                          | 30-60 % ~ 770                          |
| Gorizia                          | Italie | Province de Gorizia   | Frioulan (Gorizan)             | 35 667                  | 35 667                  | 30-60 % ~ 16 050                       | 30-60 % ~ 16 050                       |
| Gradisca d'Isonzo                | Italie | Province de Gorizia   | Frioulan (Gorizan)             | 6451                    | 6451                    | 30-60 % ~ 2903                         | 30-60 % ~ 2903                         |
| Ilanz/Glion (fusion communale)   | Suisse | Grisons               | Romanche (Sursilvan-Tuatschim) | Castrisch               | 412                     | 30-60 %                                | 56,77 % ~ 2733                         |
| Ilanz/Glion (fusion communale)   | Suisse | Grisons               | Romanche (Sursilvan-Tuatschim) | Duvin                   | 80                      | 30-60 %                                | 56,77 % ~ 2733                         |
| Ilanz/Glion (fusion communale)   | Suisse | Grisons               | Romanche (Sursilvan-Tuatschim) | Ilanz                   | 2488                    | 0 %                                    | 56,77 % ~ 2733                         |
| Ilanz/Glion (fusion communale)   | Suisse | Grisons               | Romanche (Sursilvan-Tuatschim) | Ladir                   | 107                     | 80-100 %                               | 56,77 % ~ 2733                         |
| Ilanz/Glion (fusion communale)   | Suisse | Grisons               | Romanche (Sursilvan-Tuatschim) | Luven                   | 183                     | 30-60 %                                | 56,77 % ~ 2733                         |
| Ilanz/Glion (fusion communale)   | Suisse | Grisons               | Romanche (Sursilvan-Tuatschim) | Pigniu                  | 45                      | 80-100 %                               | 56,77 % ~ 2733                         |
| Ilanz/Glion (fusion communale)   | Suisse | Grisons               | Romanche (Sursilvan-Tuatschim) | Pitasch                 | 118                     | 60,00 %                                | 56,77 % ~ 2733                         |
| Ilanz/Glion (fusion communale)   | Suisse | Grisons               | Romanche (Sursilvan-Tuatschim) | Riein                   | 71                      | 63,00 %                                | 56,77 % ~ 2733                         |
| Ilanz/Glion (fusion communale)   | Suisse | Grisons               | Romanche (Sursilvan-Tuatschim) | Rueun                   | 460                     | 63,00 %                                | 56,77 % ~ 2733                         |
| Ilanz/Glion (fusion communale)   | Suisse | Grisons               | Romanche (Sursilvan-Tuatschim) | Ruschein                | 356                     | 60-80 %                                | 56,77 % ~ 2733                         |
| Ilanz/Glion (fusion communale)   | Suisse | Grisons               | Romanche (Sursilvan-Tuatschim) | Schnaus                 | 99                      | 60-80 %                                | 56,77 % ~ 2733                         |
| Ilanz/Glion (fusion communale)   | Suisse | Grisons               | Romanche (Sursilvan-Tuatschim) | Sevgein                 | 207                     | 30-60 %                                | 56,77 % ~ 2733                         |
| Ilanz/Glion (fusion communale)   | Suisse | Grisons               | Romanche (Sursilvan-Tuatschim) | Siat                    | 189                     | 80-100 %                               | 56,77 % ~ 2733                         |
| Laax                             | Suisse | Grisons               | Romanche (Sursilvan)           | 1150                    | 1150                    | 30-60 % ~ 517                          | 30-60 % ~ 517                          |
| La Vale                          | Italie | Province de Bolzano   | Ladin                          | 1232                    | 1232                    | 90-100 % ~ 1170                        | 90-100 % ~ 1170                        |
| Livinallongo del Col di Lana     | Italie | Province de Belluno   | Ladin (Fodom)                  | 1417                    | 1417                    | 60-80 % ~ 992                          | 60-80 % ~ 992                          |
| Lumnezia (f.c.)                  | Suisse | Grisons               | Romanche (Sursilvan-Tuatschim) | Camuns                  | 60                      | 60-80 %                                | 81,00 % ~ 1912                         |
| Lumnezia (f.c.)                  | Suisse | Grisons               | Romanche (Sursilvan-Tuatschim) | Cumbel                  | 288                     | 80-100 %                               | 81,00 % ~ 1912                         |
| Lumnezia (f.c.)                  | Suisse | Grisons               | Romanche (Sursilvan-Tuatschim) | Degen-Vattiz            | 247                     | 74,00 %                                | 81,00 % ~ 1912                         |
| Lumnezia (f.c.)                  | Suisse | Grisons               | Romanche (Sursilvan-Tuatschim) | Lumbrein                | 399                     | 90 %                                   | 81,00 % ~ 1912                         |
| Lumnezia (f.c.)                  | Suisse | Grisons               | Romanche (Sursilvan-Tuatschim) | Morissen                | 211                     | 91,47 %                                | 81,00 % ~ 1912                         |
| Lumnezia (f.c.)                  | Suisse | Grisons               | Romanche (Sursilvan-Tuatschim) | Peiden                  | 90                      | 60-80 %                                | 81,00 % ~ 1912                         |
| Lumnezia (f.c.)                  | Suisse | Grisons               | Romanche (Sursilvan-Tuatschim) | Surcasti                | 75                      | 100 %                                  | 81,00 % ~ 1912                         |
| Lumnezia (f.c.)                  | Suisse | Grisons               | Romanche (Sursilvan-Tuatschim) | Tersnaus                | 70                      | 30-60 %                                | 81,00 % ~ 1912                         |
| Lumnezia (f.c.)                  | Suisse | Grisons               | Romanche (Sursilvan-Tuatschim) | Uors                    | 52                      | 60-80 %                                | 81,00 % ~ 1912                         |
| Lumnezia (f.c.)                  | Suisse | Grisons               | Romanche (Sursilvan-Tuatschim) | Vella                   | 441                     | 84,00 %                                | 81,00 % ~ 1912                         |
| Lumnezia (f.c.)                  | Suisse | Grisons               | Romanche (Sursilvan-Tuatschim) | Vignogn                 | 179                     | 89,00 %                                | 81,00 % ~ 1912                         |
| Lumnezia (f.c.)                  | Suisse | Grisons               | Romanche (Sursilvan-Tuatschim) | Vrin                    | 249                     | 99,00 %                                | 81,00 % ~ 1912                         |
| Marebbe                          | Italie | Province de Bolzano   | Ladin                          | 2682                    | 2682                    | 80-90 % ~ 2779                         | 80-90 % ~ 2779                         |
| Mariano del Friuli               | Italie | Province de Gorizia   | Frioulan (Gorizan)             | 1530                    | 1530                    | 30-60 % ~ 688                          | 30-60 % ~ 688                          |
| Mazzin                           | Italie | Province de Trente    | Ladin (Fascian)                | 440                     | 440                     | 86,6 % ~ 381                           | 86,6 % ~ 381                           |
| Medea                            | Italie | Province de Gorizia   | Frioulan (Gorizan)             | 937                     | 937                     | 30-60 % ~ 421                          | 30-60 % ~ 421                          |
| Medel                            | Suisse | Grisons               | Romanche (Sursilvan)           | 470                     | 470                     | 80-100 % ~ 423                         | 80-100 % ~ 423                         |
| Moena                            | Italie | Province de Trente    | Ladin (Fascian)                | 2602                    | 2602                    | 75,6 % ~ 1967                          | 75,6 % ~ 1967                          |
| Montefalcone                     | Italie | Province de Gorizia   | Frioulan (Gorizan)             | 26 393                  | 26 393                  | 30-60 % ~ 11 877                       | 30-60 % ~ 11 877                       |
| Moraro                           | Italie | Province de Gorizia   | Frioulan (Gorizan)             | 694                     | 694                     | 30-60 % ~ 312                          | 30-60 % ~ 312                          |
| Mossa                            | Italie | Province de Gorizia   | Frioulan (Gorizan)             | 1643                    | 1643                    | 30-60 % ~ 739                          | 30-60 % ~ 739                          |
| Muntogna da Schons (f.c.)        | Suisse | Grisons               | Romanche (Stutsilvan)          | Casti-Wergenstein       | 56                      | 55,36 %                                | 50,43 % ~ 179                          |
| Muntogna da Schons (f.c.)        | Suisse | Grisons               | Romanche (Stutsilvan)          | Donat                   | 197                     | 48,44 %                                | 50,43 % ~ 179                          |
| Muntogna da Schons (f.c.)        | Suisse | Grisons               | Romanche (Stutsilvan)          | Lohn                    | 50                      | 52,00 %                                | 50,43 % ~ 179                          |
| Muntogna da Schons (f.c.)        | Suisse | Grisons               | Romanche (Stutsilvan)          | Mathon                  | 52                      | 53,00 %                                | 50,43 % ~ 179                          |
| Ortisei                          | Italie | Province de Bolzano   | Ladin                          | 4484                    | 4484                    | 80-85 % ~ 3699                         | 80-85 % ~ 3699                         |
| Pozza di Fassa                   | Italie | Province de Trente    | Ladin (Fascian)                | 1787                    | 1787                    | 88,8 % ~ 1578                          | 88,8 % ~ 1578                          |
| Rhäzüns                          | Suisse | Grisons               | Romanche (Sursilvan)           | 1201                    | 1201                    | 10,07 % ~ 121                          | 10,07 % ~ 121                          |
| Romans d'Isonzo                  | Italie | Province de Gorizia   | Frioulan (Gorizan)             | 3604                    | 3604                    | 30-60 % ~ 1622                         | 30-60 % ~ 1622                         |
| Sagon                            | Suisse | Grisons               | Romanche (Sursilvan)           | 597                     | 597                     | 30-60 % ~ 268                          | 30-60 % ~ 268                          |
| Sagrado                          | Italie | Province de Gorizia   | Frioulan (Gorizan)             | 2087                    | 2087                    | 30-60 % ~ 839                          | 30-60 % ~ 839                          |
| San Giovanni di Fassa            | Italie | Province de Trente    | Ladin (Fascian)                | 2860                    | 2860                    | 87,7 % ~ 2508                          | 87,7 % ~ 2508                          |
| San Lorenzo Istontino            | Italie | Province de Gorizia   | Frioulan (Gorizan)             | 1412                    | 1412                    | 30-60 % ~ 635                          | 30-60 % ~ 635                          |
| San Martino in Badia             | Italie | Province de Belluno   | Ladin (Fodom) • Frioulan       | 1690                    | 1690                    | 96,02 % ~ 1622                         | 96,02 % ~ 1622                         |
| Santa Cristina Valgardena        | Italie | Province de Bolzano   | Ladin                          | 1738                    | 1738                    | 80-95 % ~ 1521                         | 80-95 % ~ 1521                         |
| Schluein                         | Suisse | Grisons               | Romanche (Sursilvan)           | 602                     | 602                     | 30-60 % ~ 271                          | 30-60 % ~ 271                          |
| Scuol                            | Suisse | Grisons               | Romanche (Vallader)            | Ardez                   | 296                     | 73,82 %                                | 58,14 % ~ 2328                         |
| Scuol                            | Suisse | Grisons               | Romanche (Vallader)            | Ftan                    | 516                     | 57,75 %                                | 58,14 % ~ 2328                         |
| Scuol                            | Suisse | Grisons               | Romanche (Vallader)            | Guarda                  | 144                     | 62,50 %                                | 58,14 % ~ 2328                         |
| Scuol                            | Suisse | Grisons               | Romanche (Vallader)            | Sent                    | 865                     | 68,32 %                                | 58,14 % ~ 2328                         |
| Scuol                            | Suisse | Grisons               | Romanche (Vallader)            | Scuol                   | 2122                    | 49,43 %                                | 58,14 % ~ 2328                         |
| Scuol                            | Suisse | Grisons               | Romanche (Vallader)            | Tarasp                  | 328                     | 38,41 %                                | 58,14 % ~ 2328                         |
| Selva di Val Gardena             | Italie | Province de Bolzano   | Ladin                          | 2513                    | 2513                    | 86,47 % ~ 2173                         | 86,47 % ~ 2173                         |
| Sils im Engadin/Segl             | Suisse | Grisons               | Romanche (Puter)               | 751                     | 751                     | 11,98 % ~ 90                           | 11,98 % ~ 90                           |
| Silvaplana                       | Suisse | Grisons               | Romanche (Puter)               | 913                     | 913                     | 10,62 % ~ 97                           | 10,62 % ~ 97                           |
| Soraga di Fassa                  | Italie | Province de Trente    | Romanche (Fascian)             | 673                     | 673                     | 85,3 % ~ 574                           | 85,3 % ~ 574                           |
| Sumvitg                          | Suisse | Grisons               | Romanche (Sursilvan)           | 1313                    | 1313                    | 88,00 % ~ 1155                         | 88,00 % ~ 1155                         |
| Surses (c.f.)                    | Suisse | Grisons               | Romanche (Surmiran)            | Bivio                   | 204                     | 3,80 %                                 | 52,33 % ~ 1235                         |
| Surses (c.f.)                    | Suisse | Grisons               | Romanche (Surmiran)            | Cunter                  | 198                     | 51,01 %                                | 52,33 % ~ 1235                         |
| Surses (c.f.)                    | Suisse | Grisons               | Romanche (Surmiran)            | Marmorera               | 49                      | 34,69 %                                | 52,33 % ~ 1235                         |
| Surses (c.f.)                    | Suisse | Grisons               | Romanche (Surmiran)            | Mulegns                 | 33                      | 57,58 %                                | 52,33 % ~ 1235                         |
| Surses (c.f.)                    | Suisse | Grisons               | Romanche (Surmiran)            | Riom-Parsonz            | 327                     | 63,91 %                                | 52,33 % ~ 1235                         |
| Surses (c.f.)                    | Suisse | Grisons               | Romanche (Surmiran)            | Salouf                  | 205                     | 77,56 %                                | 52,33 % ~ 1235                         |
| Surses (c.f.)                    | Suisse | Grisons               | Romanche (Surmiran)            | Savognin                | 882                     | 53,06 %                                | 52,33 % ~ 1235                         |
| Surses (c.f.)                    | Suisse | Grisons               | Romanche (Surmiran)            | Sur                     | 93                      | 75,27 %                                | 52,33 % ~ 1235                         |
| Surses (c.f.)                    | Suisse | Grisons               | Romanche (Surmiran)            | Tinizong Rona           | 369                     | 50,14 %                                | 52,33 % ~ 1235                         |
| Trin                             | Suisse | Grisons               | Romanche (Sursilvan)           | 1108                    | 1108                    | 19,77 % ~ 219                          | 19,77 % ~ 219                          |
| Trun                             | Suisse | Grisons               | Romanche (Sursilvan)           | 1322                    | 1322                    | 79,00 % ~ 1044                         | 79,00 % ~ 1044                         |
| Tujetsch                         | Suisse | Grisons               | Romanche (Sursilvan)           | 1525                    | 1525                    | 60-80 % ~ 1067                         | 60-80 % ~ 1067                         |
| Val Müstair                      | Suisse | Grisons               | Romanche (Vallader)            | Fuldera                 | 115                     | 74,78 %                                | 74,14 % ~ 1190                         |
| Val Müstair                      | Suisse | Grisons               | Romanche (Vallader)            | Lü                      | 62                      | 82,26 %                                | 74,14 % ~ 1190                         |
| Val Müstair                      | Suisse | Grisons               | Romanche (Vallader)            | Müstair                 | 745                     | 72,89 %                                | 74,14 % ~ 1190                         |
| Val Müstair                      | Suisse | Grisons               | Romanche (Vallader)            | Santa Maria Val Müstair | 327                     | 69,72                                  | 74,14 % ~ 1190                         |
| Val Müstair                      | Suisse | Grisons               | Romanche (Vallader)            | Tschierv                | 154                     | 80,27                                  | 74,14 % ~ 1190                         |
| Val Müstair                      | Suisse | Grisons               | Romanche (Vallader)            | Valchava                | 202                     | 80,69                                  | 74,14 % ~ 1190                         |
| Valsot (c.f.)                    | Suisse | Grisons               | Romanche (Vallader)            | Ramosch                 | 440                     | 84,09 %                                | 74,80 % ~ 650                          |
| Valsot (c.f.)                    | Suisse | Grisons               | Romanche (Vallader)            | Tschlin                 | 429                     | 71,43 %                                | 74,80 % ~ 650                          |
| Vaz/Obervaz                      | Suisse | Grisons               | Romanche (Surmiran)            | 2691                    | 2691                    | 9,03 % ~ 243                           | 9,03 % ~ 243                           |
| Vigo di Fassa                    | Italie | Province de Trente    | Ladin (Fascian)                | 1073                    | 1073                    | 85,8 % ~ 921                           | 85,8 % ~ 921                           |
| Villesse                         | Italie | Province de Gorizia   | Frioulan (Gorizan)             | 1577                    | 1577                    | 30-60 % ~ 709                          | 30-60 % ~ 709                          |
| Zernez                           | Suisse | Grisons               | Romanche (Vallader)            | 959                     | 959                     | 61,11 % ~ 586                          | 61,11 % ~ 586                          |
| Zillis-Reischen                  | Suisse | Grisons               | Romanche (Stutsilvan)          | 330                     | 330                     | 12,73 % ~ 42                           | 12,73 % ~ 42                           |
| Zuoz                             | Suisse | Grisons               | Romanche (Puter)               | 1353                    | 1353                    | 25,79 % ~ 349                          | 25,79 % ~ 349                          |

N.-B. : Les pourcentages pour les communes fusionnées sont des moyennes d'anciennes communes de 1999-2000 (80-100 % → 90 % ; 60-80 % → 70 % ; 30-60 % → 45 %).

## Romanche et ladin
Le haut-engadinois et le vallader forment ensemble dans le romanche un groupe appelé rumantsch ladin (de). Il est le plus proche géographiquement de la langue romane parlée dans le Trentin-Haut Adige, qui est appelée également ladin et fait partie du même ensemble rhéto-roman.

## Exemples
| Français | Surselvan | Sutselvan | Surmeiran | Putèr    | Vallader    | Rumantsch Grischun | Frioulan | Ladin (Gherdëina) | Latin                 | Italien       |
| -------- | --------- | --------- | --------- | -------- | ----------- | ------------------ | -------- | ----------------- | --------------------- | ------------- |
| or       | aur       | or        | or        | or       | or, aur, ar | aur                | aur      | or                | aurum                 | oro           |
| dur      | dir       | dir       | deir      | dür      | dür         | dir                | dûr      | dur               | durus                 | duro          |
| œil      | egl       | îl        | îgl       | ögl      | ögl         | egl                | voli     | uedl              | oculus                | occhio        |
| léger    | lev       | leav      | lev       | liger    | leiv        | lev                | lizêr    | lesier            | levis                 | lieve/leggero |
| trois    | treis     | tres      | treis     | trais    | trais       | trais              | trê      | trei              | tres                  | tre           |
| neige    | neiv      | nev       | neiv      | naiv     | naiv        | naiv               | nêf      | nëif              | nix (acc.: nivem)     | neve          |
| roue     | roda      | roda      | roda      | rouda    | rouda       | roda               | ruede    | roda              | rota                  | ruota         |
| fromage  | caschiel  | caschiel  | caschiel  | chaschöl | chaschöl    | chaschiel          | formadi  | ciajuel           | caseolus (formaticus) | formaggio     |
| maison   | casa      | tgeasa    | tgesa     | chesa    | chasa       | chasa              | cjase    | cësa              | casa                  | casa          |
| chien    | tgaun     | tgàn      | tgang     | chaun    | chan        | chaun              | cjan     | cian              | canis                 | cane          |
| jambe    | comba     | tgomba    | tgomma    | chamma   | chomma      | chomma             | gjambe   | giama             | gamba                 | gamba         |
| poulet   | gaglina   | gagliegna | gagligna  | gillina  | giallina    | giaglina           | gjaline  | gialina           | gallina               | gallina       |
| chat     | gat       | giat      | giat      | giat     | giat        | giat               | gjat     | giat              | catus                 | gatto         |
| tout     | tut       | tut       | tot       | tuot     | tuot        | tut                | dut      | dut               | totus                 | tutto         |
| forme    | fuorma    | furma     | furma     | fuorma   | fuorma      | furma              | forme    | forma             | forma                 | forma         |
| je       | jeu       | jou       | ja        | eau      | eu          | jau                | jo       | ie                | ego                   | io            |